# NGC 6985-2
NGC 6985-2 (другие обозначения — PGC 969910, MCG -2-53-1, VV 546) — галактика в созвездии Водолей.
Этот объект не входит в число перечисленных в оригинальной редакции «Нового общего каталога» и был добавлен позднее.